# Монтекориче
Монтекориче (італ. Montecorice) — муніципалітет в Італії, у регіоні Кампанія, провінція Салерно.
Монтекориче розташоване на відстані близько 280 км на південний схід від Рима, 95 км на південний схід від Неаполя, 55 км на південь від Салерно.
Населення — 2635 осіб (2014).

## Демографія
Населення за роками:

Станом на 1 січня 2023 року в муніципалітеті офіційно проживало 129 іноземців з 18 країн, серед них 105 громадян країн Євросоюзу та 6 громадян України.

## Сусідні муніципалітети
- Кастеллабате
- Пердіфумо
- Сан-Мауро-Чиленто
- Серрамеццана